# Maciej Ogorzałek
Maciej Jerzy Ogorzałek (ur. 24 lutego 1955) – polski profesor nauk technicznych. Specjalizuje się w zagadnieniach z zakresu elektrotechniki, przetwarzania sygnałów, układów scalonych oraz teorii obwodów nieliniowych. Członek korespondent Polskiej Akademii Nauk od 2016 roku, członek rzeczywisty od 2022 roku. Jest również członkiem Instytutu Inżynierów Elektryków i Elektroników oraz organizacji naukowej Academia Europaea.
Wykładowca na Wydziale Fizyki, Astronomii i Informatyki Stosowanej Uniwersytetu Jagiellońskiego. Uczył również na Wydziale Elektrotechniki, Automatyki, Informatyki i Elektroniki Akademii Górniczo-Hutniczej w Krakowie. Zasiada w Komitecie Elektroniki i Telekomunikacji PAN, był wiceprezesem Zarządu Fundacji im. Braci Jana i Jędrzeja Śniadeckich przy Polskiej Akademii Umiejętności.
Profesor honorowy Uniwersytetu w Wuhanie w Chinach. Wizytował następujące uczelnie: Duński Uniwersytet Techniczny w Kongens Lyngby, Centro Nacional de Microelectronica na Uniwersytecie w Sewilli, Uniwersytet Johanna Wolfganga Goethego we Frankfurcie nad Menem, Kyoto University, Instytut Badawczy Riken, Politechnikę Federalną w Lozannie oraz Hong Kong Polytechnic University.
W 1979 roku ukończył studia elektrotechniczne na krakowskiej AGH, na tej uczelni otrzymał również wszystkie stopnie naukowe. Doktoryzował się w 1987 roku, pisząc pracę zatytułowaną Analiza układów oscylacyjnych RC z nieliniowymi elementami aktywnymi. Habilitację uzyskał pięć lat później, pisząc rozprawę pt. Drgania chaotyczne w autonomicznych obwodach elektrycznych.
Nominację profesorską z dziedziny nauk technicznych otrzymał w 1998 roku z rąk prezydenta RP Aleksandra Kwaśniewskiego.

## Nagrody i wyróżnienia
Uhonorowany m.in.:
- IEEE CASS Golden Jubilee Award (1999)
- IEEE Guillemin-Cauer Award (2002)
- IEEE Meritorious Service Award (2012)
- Medalem Komisji Edukacji Narodowej (1999)
- Medalem im. profesora Janusza Groszkowskiego przyznanym mu przez Stowarzyszenie Elektryków Polskich (2012)